# Tomaselli (Italia)
Tomaselli (Tomaséi in dialetto locale) è una frazione del comune italiano di Castel Ivano nella Provincia autonoma di Trento in Trentino-Alto Adige.
Prima della costituzione per fusione del nuovo ente comunale, avvenuta nel 2016, era l'unica frazione del comune di Strigno. Attualmente costituisce una delle 6 frazioni riconosciute dallo Statuto comunale, al pari della stessa Strigno oltreché di Spera, Ivano Fracena, Villa e Agnedo.

## Geografia
Tomaselli si trova nella Valsugana orientale, ad un'altitudine tra i 500 e i 600 m. slm sul Colle dei Trenti, propaggine meridionale del Monte Tauro che sovrasta il centro abitato di Strigno.
L'abitato si sviluppa lungo tre direttrici:
1. la SP 78 del Tesino, che nell'attraversamento del paese assume il nome di Via Claudia Augusta
2. il collegamento Tomaselli-Castrozze-Lupi, dal 2018 denominata Via Santa Barbara
3. la SP 39 di Samone, rinominata Via Sant'Agata

## Storia

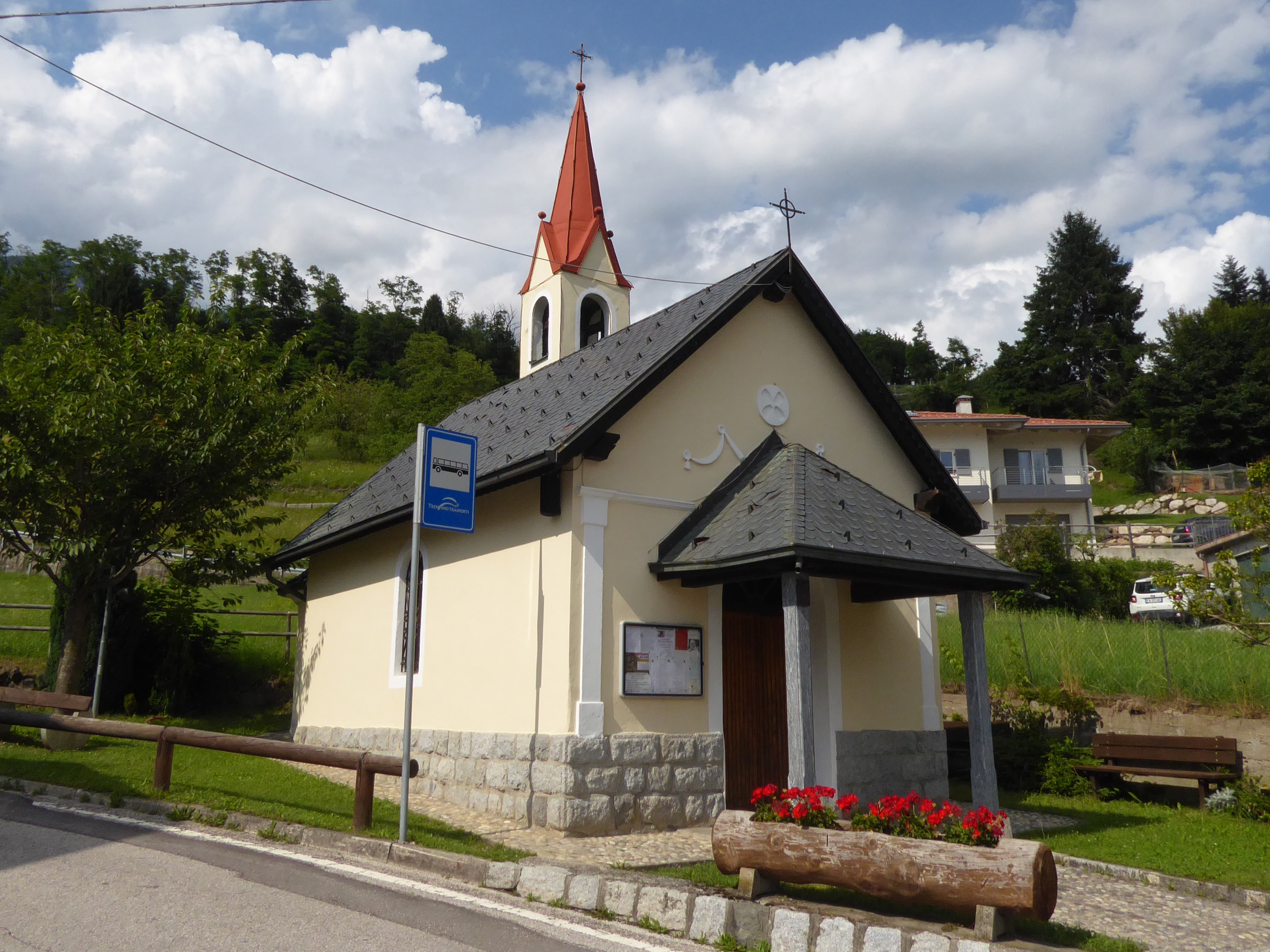
Chiesa di Sant'Agata

Il nucleo abitato di Tomaselli sorge lungo il tracciato della Via Claudia Augusta nel suo ramo "Altinate", strada romana che congiungeva Tridentum (l'attuale Trento) con Altinum sul Mare Adriatico. Resti dell'antico tracciato sono ricalcati dall'attuale "Strada del Sasso", percorso pedonale per il sottostante paese di Strigno.
Il toponimo del paese sembra giungere dalla Sicilia, come da tradizione locale che vede in pastori della provincia di Catania un'importante comunità insediatasi nel luogo a partire dal XVI secolo. Questi pastori, i "Tomaselli" per l'appunto, vennero chiamati a servizio dei signori locali, tra i quali si annoverano quelli del vicino Castel Ivano. Conferme all'origine siciliana del toponimo sembrano provenire sia dalla diffusione del cognome nella Sicilia orientale sia dalla devozione a Sant'Agata, santa patrona della città di Catania, che assieme a Santa Barbara è anche patrona di Tomaselli.
Lo sviluppo edilizio del paese avvenne lungo l'antico tracciato della strada romana e nei pressi dell'antico castello dei signori di Strigno, che dopo la sua distruzione venne ribattezzato "Castelrotto". Attualmente restano poche tracce delle fondamenta del maniero. Nei documenti del pievado di Strigno si cominciò a registrare il nome "Tomasello" a partire dal XVI secolo.
Al termine della Grande Guerra la comunità locale espresse il desiderio di erigere un luogo di culto, ed un primo progetto venne presentato al comune di Strigno il 17 marzo 1926. L'anno successivo venne consegnata al paese la campana, dono di una famiglia del paese come voto per il ritorno dal fronte di guerra in Galizia del figlio, arruolato nei Kaiserjäger. Ci vollero altri due decenni affinché la chiesa venne edificata, e la sua apertura avvenne solo nel 1946.

## Monumenti e luoghi d'interesse
- Chiesa di Sant'Agata
- resti del Castello di Strigno, detto "Castelrotto"
- Latteria Sociale, risalente al 1902[8]